# Любарский, Владимир Константинович
Владимир Константинович Любарский (1 апреля 1968, Петрозаводск, Карельская АССР, РСФСР, СССР) — российский политический и общественный деятель, Глава Петрозаводского городского округа в 2021—2023 годах.

## Биография
С 1986 по 1988 год служил в Советской Армии (Воздушно-десантные войска)
В 1996 году окончил Санкт-Петербургскую школу милиции.
С 1991 по 2003 год и с 2006 по 2008 год служил в органах МВД по Республике Карелия. Майор милиции.
В 2003—2006 годах служил в ФСКН России по Республике Карелия.
В 2008 году окончил Институт международного права и экономики имени А. С. Грибоедова (г. Москва) по специальности «юриспруденция».
В 2009—2017 годах служил в Федеральной службе судебных приставов.
В 2017—2021 годах занимал пост заместителя главы Карелии по внутренней политике.
Женат, имеет четверых детей.

### Глава Петрозаводского городского округа
12 мая 2021 года избран Главой Петрозаводского городского округа 20 депутатами Петрозаводского городского Совета из 25 проголосовавших; другой кандидат — заместитель Премьер-министра Правительства Республики Карелия по здравоохранению и социальной защите Игорь Корсаков — не получил голосов, пять депутатов проголосовали против всех. По опросам мнения потенциальных избирателей против обоих кандидатов проголосовало бы 72—78 % опрошенных. Вступил в должность 14 мая 2021 года.
17 июня 2023 года опубликовал сообщение в социальной сети ВКонтакте о досрочном сложении полномочий. 23 июня на заседании депутатов внеочередной сессии Петрозаводского городского Совета полномочия Главы Петрозаводского городского округа прекращены досрочно в связи с отставкой по собственному желанию 26 июня 2023 года и намерением принять участие во вторжении России в Украину.

### Участие во вторжении России на Украину
Решение об участии в конфликте Любарский принял ещё до отставки. Летом во время отпуска он прошёл подготовку в Российском университете спецназа в Чечне. После увольнения с поста мэра он вступил в СОБР «Ахмат». Контракт должен был завершиться 14 ноября. 4 ноября Любарский получил ранение в зоне боевых действий: в результате удара беспилотника по автомобилю, где находился экс-мэр, осколком ему повредило плечо.

## Награды

### Государственные награды
- Медаль «За отличие в охране общественного порядка» (2003) — за личное участие в ликвидации опасного преступного сообщества с межрегиональными связями, которое организовало массовое распространение наркотиков в Карелии[9]
- Медаль «За заслуги перед Республикой Карелия» (8 июня 2020) — за высокие достижения и заслуги перед Республикой Карелия и ее жителями в экономической, социально-культурной, образовательной, государственной, муниципальной, профессиональной и общественной деятельности, в области культуры, спорта, воспитания, охраны здоровья, жизни и прав граждан, жилищно-коммунального хозяйства, энергетике, транспорта, государственного строительства и охраны государства[10]

### Ведомственные награды
Министерство обороны России
- Медаль «За возвращение Крыма»

Федеральная служба судебных приставов
- Медаль «За вклад в развитие Федеральной службы судебных приставов» (2014)[11]
- Медаль «За службу» III степени (2015)
- Медаль «За заслуги» (2016)
- Знак «Почетный работник Федеральной службы судебных приставов» (2017)[12]